# Saint-André (Gers)
Saint-André – miejscowość i gmina we Francji, w regionie Oksytania, w departamencie Gers.
Według danych na rok 1990 gminę zamieszkiwało 95 osób, a gęstość zaludnienia wynosiła 17 osób/km² (wśród 3020 gmin regionu Midi-Pireneje Saint-André plasuje się na 968. miejscu pod względem liczby ludności, natomiast pod względem powierzchni na miejscu 1442.).